# Gond-Pontouvre
Gond-Pontouvre är en kommun i departementet Charente i regionen Nouvelle-Aquitaine i västra Frankrike. Kommunen ligger  i kantonen Gond-Pontouvre som ligger i arrondissementet Angoulême. År 2022 hade Gond-Pontouvre 5 884 invånare.

## Befolkningsutveckling
Antalet invånare i kommunen Gond-Pontouvre
Referens:INSEE